# Kaľamenová
Kaľamenová é um município da Eslováquia, situado no distrito de Turčianske Teplice, na região de Žilina. Tem 5,79 km² de área e sua população em 2018 foi estimada em 86 habitantes.

## Demografia
| Ano:        | 1994 | 2004    | 2014    | 2024    |
| ----------- | ---- | ------- | ------- | ------- |
| Broj ljudi: | 58   | 69      | 85      | 96      |
| Razlika:    |      | +18,96% | +23,18% | +12,94% |

| Ano:               | 2023 | 2024   |
| ------------------ | ---- | ------ |
| Número de pessoas: | 98   | 96     |
| Diferença:         |      | -2,04% |